# Liste von Sehenswürdigkeiten in Wiesbaden
Die folgende Liste enthält Sehenswürdigkeiten der hessischen Landeshauptstadt Wiesbaden. Diese werden sowohl zum Teil von offizieller Seite der Stadt Wiesbaden als auch in diversen Reise- und Städteführern sowie in einschlägigen Werken zur Stadt und zur Stadtgeschichte Wiesbadens genannt:

## Bauwerke
Siehe hierzu auch Kategorie:Bauwerk in Wiesbaden
| Bauwerk                           | Bild | Baujahr         | Baustil                                   | Besonderheit |
| --------------------------------- | ---- | --------------- | ----------------------------------------- | --- |
| Altes Rathaus                     |      | 1608–1610       | Renaissance, spätklassizistisch überformt | Ältestes noch bestehendes Gebäude in der Altstadt, heute genutzt als Standesamt |
| Ehemaliges Amts- und Landgericht  |      | 1895–1897       | Neorenaissance                            | Zurzeit ungenutzt (2019). |
| Bergkirche                        |      | 1879            | Neogotik                                  | Namensgeberin des umgebenden Stadtteils; Ihr Baumeister Johannes Otzen und ihr Pfarrer Emil Veesenmeyer entwarfen später das Wiesbadener Programm; zweite protestantische Kirche der Stadt nach der Marktkirche |
| Englische Kirche                  |      | 1863            | Neogotik                                  | Ursprünglich für die britischen Kurgäste der Stadt errichtet. |
| Erbprinzenpalais                  |      | 1813–1817       | Klassizismus                              | Erbaut für den nassauischen Thronfolger Wilhelm I. von Christian Zais |
| Hauptbahnhof                      |      | 1904–1906       | Neobarock                                 | Ersetzte drei ältere Kopfbahnhöfe |
| Landesbibliothek Wiesbaden        |      | 1913            | Neoklassizismus                           | Größte und bedeutendste Bibliothek der Stadt |
| Hessischer Landtag (Stadtschloss) |      | 1837–1842       | Spätklassizismus                          | Klassizistisches Stadtschloss als Residenz der Herzöge von Nassau. Seit 1946 beherbergt es den Hessischen Landtag.                                                                                              |
| Hessischer Landtag (Kavalierhaus) |      | 1826, (1952/53) | Spätklassizismus                          | Seit dem Bau des Stadtschlosses wurde das Kalbsche Haus als sog. Kavalierhaus in den Schlosskomplex mit einbezogen, seit 1946 ist es Teil des Hessischen Landtags                                               |
| Hessisches Staatstheater          |      | 1893–1894       | Neobarock                                 | Maßgeblich durch Kaiser Wilhelm II. initiiert und gefördert und als Neues Hoftheater eröffnet |
| Hessische Staatskanzlei           |      | 1896–1902       | Neobarock                                 | Ehemaliges Hotel Rose |
| Kaiser-Friedrich-Therme           |      | 1910–1913       | Jugendstil                                | Irisch-römisches Thermalbad mit Saunalandschaft |
| Kochbrunnen(-tempel)              |      | 1888–1890       | Neorenaissance                            | Südlicher Rest einer ehemals Z-förmigen Kolonnaden-Anlage, bedeutendste Thermalquelle der Stadt, bereits 1366 als Brühborn erwähnt                                                                              |
| Kurhaus                           |      | 1905–1907       | Neorenaissance                            | Bau von Friedrich von Thiersch anstelle eines 1813 errichteten Vorgängers, von Kaiser Wilhelm II. bei seiner Eröffnung als „schönstes Kurhaus der Welt“ bezeichnet; beherbergt die Spielbank Wiesbaden          |
| Kurhauskolonnade                  |      | 1825            | Klassizismus                              | Ehemalige Wandelhalle und längste Säulenhalle der Welt, heute ist hier das Kleine Spiel der Spielbank untergebracht.                                                                                            |
| Landeshaus                        |      | 1905–1907       | Neobarock                                 | Verwaltungsgebäude der ehemaligen preußischen Provinz Hessen-Nassau, heute Sitz des hessischen Wirtschaftsministeriums                                                                                          |
| Lutherkirche                      |      | 1908–1910       | Jugendstil                                | Vierte protestantische Kirche der Stadt, errichtet nach den Grundsätzen des Wiesbadener Programms |
| Marktkirche                       |      | 1853–1862       | Neogotik                                  | Älteste und größte protestantische Kirche Wiesbadens; errichtet von Carl Boos als „Nassauer Landesdom“ |
| Ministerialgebäude                |      | 1838–1842       | Neorenaissance                            | |
| Museum Wiesbaden                  |      | 1913–1915       | Neoklassizismus                           | Hessisches Landesmuseum mit den drei Sparten Nassauische Altertümer, Kunstsammlung und naturhistorische Sammlung                                                                                                |
| Nerobergbahn                      |      | 1888            | Industriezeitalter                        | |
| Neues Rathaus                     |      | 1884–1887       | Neorenaissance                            | Erbaut von Georg von Hauberisser, der auch das Neue Münchner Rathaus entwarf. |
| Ringkirche                        |      | 1892–1894       | Neoromanik                                | Errichtet von Johannes Otzen; erste protestantische Kirche in Deutschland, die nach dem Wiesbadener Programm konzipiert wurde; zweite protestantische Kirche in Wiesbaden nach der Marktkirche                  |
| Römertor                          |      | 1903            | Romanisierend                             | Romanisierende Ergänzung von Felix Genzmer an die antike so genannte Heidenmauer (Reste einer römischen Mauer aus dem 4. Jahrhundert n. Chr.)                                                                   |
| Solmsschlösschen                  |      | 1890–1892       | Neogotik                                  | Privatvilla für Prinz Albrecht zu Solms-Braunfels, erbaut nach dem Vorbild von Schloss Braunfels; machte die Verwendung von Fachwerk im Wiesbadener Villenbau wieder populär.                                   |
| St. Bonifatius                    |      | 1844–1849       | Neogotik                                  | Größte und älteste katholische Kirche der Stadt |
| Villa Clementine                  |      | 1878–1882       | Historismus                               | Prächtige Privatvilla für einen Mainzer Fabrikanten, Schauplatz des Wiesbadener Prinzenraubs und später Kulisse für die Verfilmung der Buddenbrooks                                                             |
| Villa Söhnlein-Pabst              |      | 1903–1906       | Historismus                               | Erbaut nach dem Vorbild des Weißen Hauses in Washington für den Sektfabrikanten Friedrich Wilhelm Söhnlein und dessen amerikanische Frau.                                                                       |

| Bauwerk               | Stadtteil    | Bild | Baujahr   | Baustil | Besonderheit                                             |
| --------------------- | ------------ | ---- | --------- | ------- | -------------------------------------------------------- |
| Christophoruskirche   | Schierstein  |      | 1752–1754 | Rokoko  |                                                          |
| Henkell-Schlösschen   | Biebrich     |      | 1907–1909 |         |                                                          |
| Biebricher Wasserturm | Biebrich     |      | 1897      |         |                                                          |
| Landesdenkmal         | Biebrich     |      | 1909      |         | an der Biebricher Allee                                  |
| Opelbad               | Nordost      |      | 1933–1934 |         | auf dem Neroberg                                         |
| Russische Kirche      | Nordost      |      | 1847–1855 |         | („Griechische Kapelle“) auf dem Neroberg                 |
| Theodor-Heuss-Brücke  | Mainz-Kastel |      | 1882–1885 |         | Verbindet den Stadtteil Mainz-Kastel mit der Stadt Mainz |

## Schlösser, Burgen und Festungen

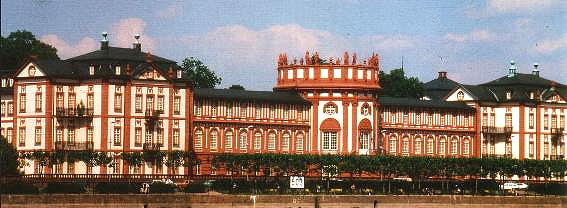
Schloss Biebrich

- Burg Frauenstein in Frauenstein (13. Jhd.)
- Burg Sonnenberg in Sonnenberg (1384)
- Festung Reduit in Mainz-Kastel (1830–1832)
- Biebricher Schloss in Biebrich (ab 1700, Erweiterungen bis 1827)
- Jagdschloss Fasanerie
- Jagdschloss Platte (1823–1826)
- Schloss Freudenberg (1904/1905)
- Schloss Sommerberg in Frauenstein (um 1870)
- Stadtschloss (heutiger Hessischer Landtag) (1837–1842)

## Museen

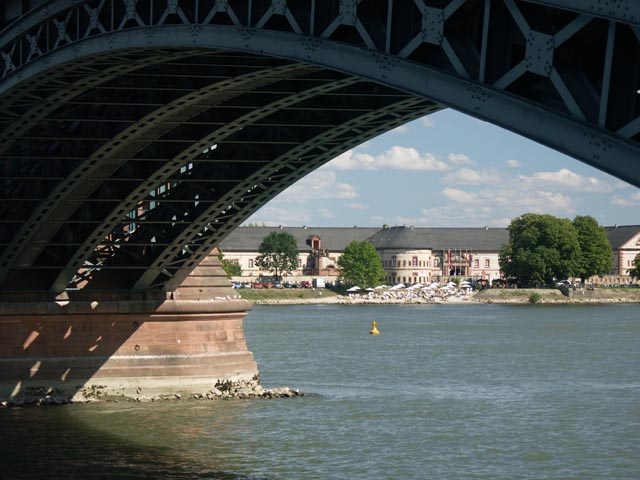
Die Reduit in Kastel beherbergt auch ein interessantes Museum

- Aartalbahnmuseum der Nassauischen Touristik-Bahn (Bahnhof Dotzheim / Bezirk Dotzheim)
- Artothek (Im Rad / Bezirk Rheingauviertel)
- Bastion von Schönborn Flößermuseum (An der Reduit (Mainz-Kastel))
- Bellevue-Saal, Ausstellungsraum für zeitgenössische Kunst (Wilhelmstraße 32 / Bezirk Mitte)
- Burgmuseum Sonnenberg (Sonnenhöhe / Bezirk Sonnenberg)[1]
- Museum Castellum (In der Reduit / Bezirk Mainz-Kastel)
- Deutsch-Jüdisches Museum (Aktives Museum Spiegelgasse / Bezirk Mitte)
- Erfahrungsfeld der Sinne (Im Schloss Freudenberg / Bezirk Dotzheim)
- ESWE Technikum (Klosterbruch / Bezirk Nordost)
- Deutsches Fernsehmuseum / Museum für professionelle Fernsehtechnik (Fundus Wiesbadener Straße / Bezirk Amöneburg)
- Feuerwehrmuseum der Berufsfeuerwehr Wiesbaden (Feuerwache 1, Kurt-Schumacher-Ring (2. Ring) / Bezirk Rheingauviertel)
- frauen museum wiesbaden (Wörthstraße / Bezirk Mitte)
- Galerie des Nassauischen Kunstvereins (Wilhelmstraße / Bezirk Südost)
- Harlekinäum, das „witzigste Museum der Welt“ (Wandersmannstraße / Bezirk Erbenheim)[2]
- Künstlerverein Walkmühle, Ausstellungsräume in einer denkmalgeschützten Anlage
- Museum Biebrich für Heimat- und Industriegeschichte (Rudolf-Dyckerhoff-Straße / Bezirk Biebrich)
- Heimatmuseum Bierstadt (Venatorstraße / Bezirk Bierstadt)
- Heimatmuseum Delkenheim (Rathausplatz / Bezirk Delkenheim)
- Heimatmuseum Dotzheim (Römergasse / Bezirk Dotzheim)
- Heimatmuseum Erbenheim (Wandersmannstraße / Bezirk Erbenheim)
- Heimatmuseum Kloppenheim (Obergasse / Bezirk Kloppenheim)
- Heimatmuseum Mainz-Kostheim (Hauptstraße / Bezirk Mainz-Kostheim)
- Heimatmuseum Medenbach (Neufeldstraße / Bezirk Medenbach)
- Heimatmuseum Naurod (Obergasse / Bezirk Naurod)
- Heimatmuseum Nordenstadt (Turmstraße / Bezirk Nordenstadt)
- Heimatmuseum Schierstein (Zehntenhofstraße, Bürgerhaus Alte Hafenschule / Bezirk Schierstein)
- Karlsbader Archiv und Museum (Oranienstraße / Bezirk Mitte)[3]
- Museum Römischer Ehrenbogen (Große Kirchenstraße / Bezirk Mainz-Kastel)
- Museum Wiesbaden (Friedrich-Ebert-Allee / Bezirk Südost)
- museum reinhard ernst für abstrakte Kunst (Wilhelmstraße 1 / Bezirk Südost) – Eröffnung 2022
- Polizeimuseum im Polizeipräsidium (Konrad-Adenauer-Ring (2. Ring) / Bezirk Südost)
- Römisches Freilichtmuseum (Am Römertor / Bezirk Mitte)
- Stadtmuseum am Markt (Marktplatz / Bezirk Mitte)[4]

## Straßen/Ensembles
- Adolfsallee
- Bergkirchenviertel
- Bowling Green und Kurhausplatz
- Dichterviertel
- Europaviertel
- Feldherrenviertel

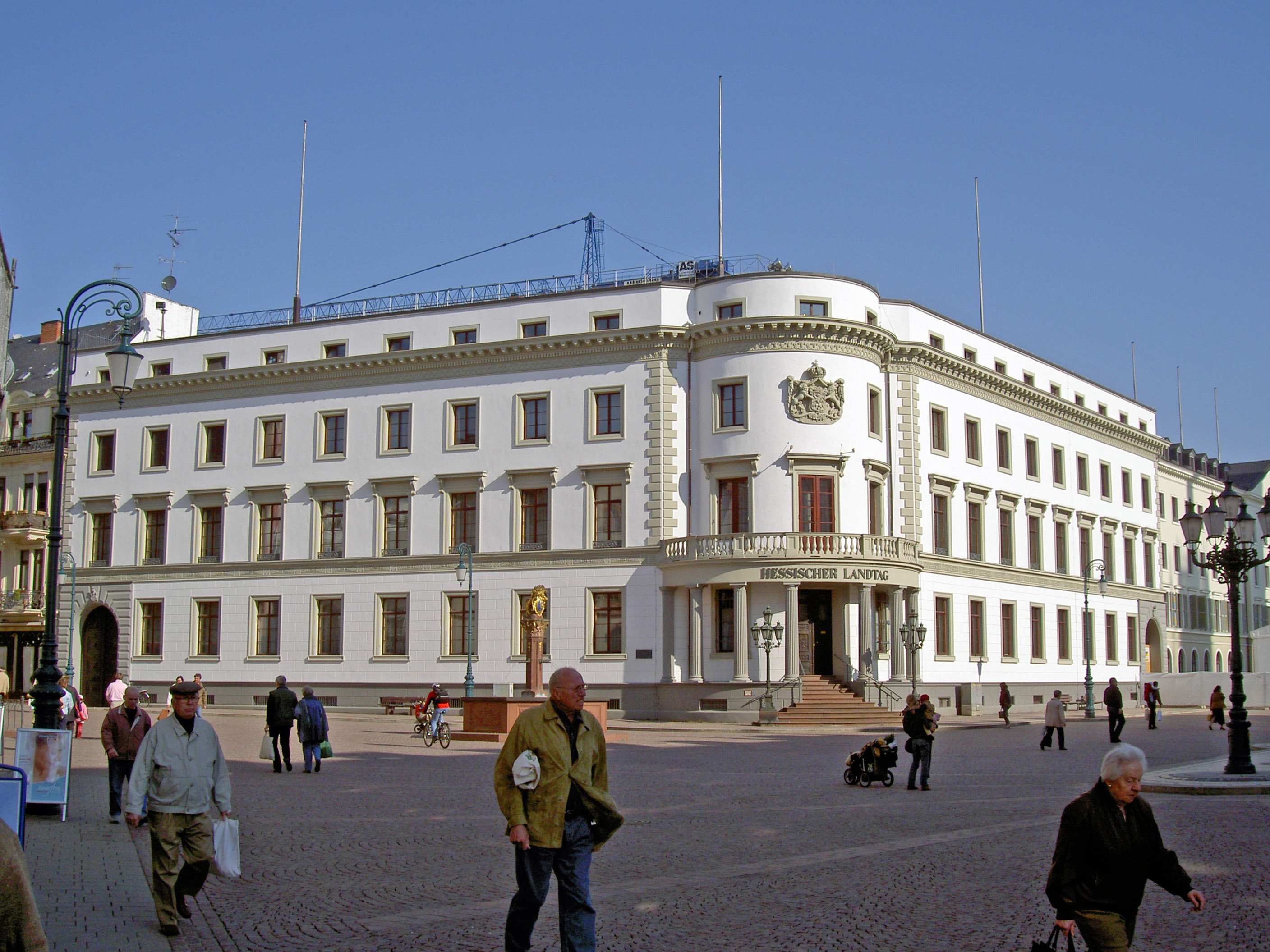
Schloßplatz mit Stadtschloss

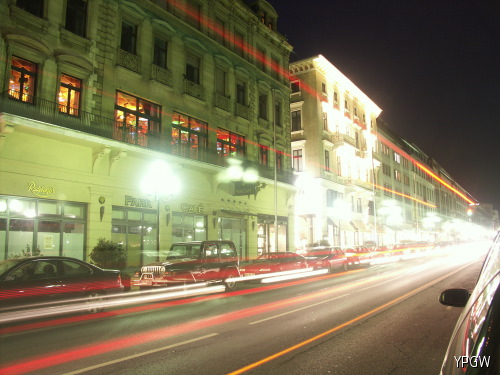
Wilhelmstraße bei Nacht

- Kirchgasse, autofreie Einkaufsstraße
- Kranzplatz und Kochbrunnenplatz
- Künstlerviertel
- Luisenplatz
- Nerotal
- Ringstraße (Kaiser-Friedrich-Ring und Bismarckring)
- Rheingauviertel
- Rheinstraße
- Schlossplatz
- Dern'sches Gelände
- Taunusstraße
- Villengebiet Ost
- Wilhelmstraße

## Parkanlagen

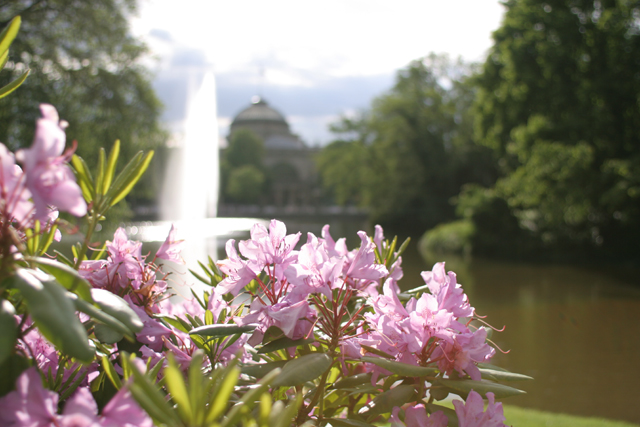
Das Kurhaus im Frühjahr vom Kurpark aus gesehen

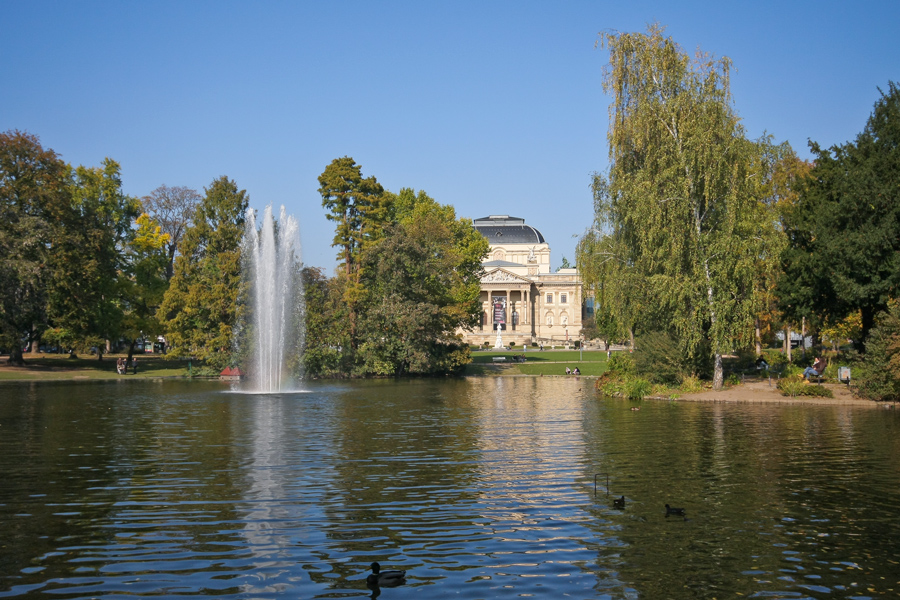
Warmer Damm mit Hessischem Staatstheater (Schauseite)

- Alter Friedhof, umgewidmet zum Freizeitpark
- Albrecht-Dürer-Anlage
- Kurpark
- Nerotalanlagen
- Nordfriedhof
- Reisinger (Brunnen-)Anlagen / Herbert-Anlagen
- Rheinwiesen Schierstein
- Richard-Wagner-Anlagen (Henkell-Park)
- Robert-Krekel-Anlage
- Schlosspark Biebrich
- Schlosspark Freudenberg
- Südfriedhof
- Tier- und Pflanzenpark Fasanerie
- Thorwaldsenanlage
- Waldfriedhof Dotzheim
- Warmer Damm